# Im Feuer (2020)
Im Feuer – Zwei Schwestern ist ein deutsch-griechischer Spielfilm unter der Regie von Daphne Charizani, die auch das Drehbuch verfasste. Der Film feierte auf der Berlinale 2020 seine Weltpremiere in der Sektion Perspektive Deutsches Kino. Der Film zeigt, welchen Einfluss Flucht, Vertreibung und Integration auf die menschliche Identität haben.

## Handlung
Rojda ist gebürtige Kurdin. Um ihren Platz und ihre Berechtigung in der Gesellschaft zu finden, beschließt sie, sich bei der Bundeswehr zu melden.  Als ihre Mutter aus dem Irak flieht und ihre Schwester dort vermisst wird, lässt sie sich in ihre alte Heimat versetzen, um ihre Schwester zu suchen. Dort bildet sie mit ihrer Einheit kurdische Peschmergakämpferinnen für den Kampf gegen den sogenannten Islamischen Staat aus. Niemand darf wissen, dass sie eigentlich auf der Suche nach ihrer verschwundenen Schwester ist. Der Einsatz in ihrer alten Heimat lässt sie ihre Situation in einem ganz neuen Licht sehen. Und plötzlich steht sie mitten im Kampf und muss sich entscheiden.

## Produktion und Vertrieb
Der Film ist eine deutsch-griechische Koproduktion von Pallas Film, The Match Factory und View Master Films in Zusammenarbeit mit Arte und Koproduktion mit dem ZDF (Das kleine Fernsehspiel) und der öffentlich-rechtlichen Rundfunkanstalt Griechenlands Elliniki Radiofonia Tileorasi (ERT).
Produzenten waren Thanassis Karathanos, Martin Hampel, Michael Weber, Viola Fügen und Kostas Lambropoulos. Für die Kamera war Falko Lachmund verantwortlich, für den Schnitt David J. Rauschning und für die Musik Florian Tessloff. 
Gefördert wurde das Projekt von der Filmförderung Hamburg Schleswig-Holstein, der Film- und Medienstiftung NRW mit 350.000 Euro, dem DFFF, dem Griechischen Filmzentrum, EKOME SA und The Post Republic. Die Entwicklung wurde von der Filmförderungsanstalt (FFA) unterstützt.
Der Weltvertrieb liegt in den Händen von The Match Factory.
Im Feuer – Zwei Schwestern wurde 2018 in Griechenland, Deutschland (Nordrhein-Westfalen) und dem Irak gedreht.
Rojda wird von Almila Bagriacik verkörpert. In weiteren Rollen sind Niels Bruno Schmidt,  Christoph Letkowski, Judith Neumann.  Zübeyde Bulut, Lucas Prisor, Gonca de Haas, Maryam Boubani, Eva Maria Sommersberg und Yiannis Niaros zu sehen.
Der Film feiert seine Weltpremiere auf  der Berlinale 2020.

## Titel
Der internationale Titel des Films ist Sisters Apart.

## Kritik
Der Film wurde von den Berlinale-Verantwortlichen als ein Werk eingestuft, das in einer Welt, in der sich der Begriff von Heimat wandelt, neue Fragen stelle. Er zeige Frauen, die in kleinen und großen Zusammenhängen die Geschicke der Welt bewegen und ihre eigene Vorstellung von Heimat haben. Es werde gezeigt, welchen Einfluss Flucht, Vertreibung und Integration auf unsere Identität haben können.